# Ignacije Bedeković Komorski
Ignacije Bedeković Komorski (? − dvor Popovec, Hrv. zagorje, 1744.) potpukovnik glinske pukovnije,[nedostaje izvor] saborski zastupnik u Požunu,[nedostaje izvor] drugi vlasnik rukopisne pjesmarice, književni mecena i donator (dvije Mulihove knjige). Rođak plemićkog sudca Stjepana.
Pomagao je ukrašavanje samostana u Lepoglavi, crkve Sv. Marije Snježne u Belcu i dr.
Autor je rukopisa Konjske vračtve.[Je li ovo neko drugo istoimeno djelo?]